# La Cruz (Chile)
La Cruz ist eine Stadt und Gemeinde in der Provinz Quillota in der Región de Valparaíso in Chile. Bei der Volkszählung im Jahr 2017 hatte sie 22.098 Einwohner. Die Gemeinde erstreckt sich über eine Fläche von 78,2 km².
La Cruz weist einen hohen Lebensqualitätsindex und eine sehr geringe Anfälligkeit auf, wobei die Regionalregierung von Valparaíso und das Nationale Institut für Statistik La Cruz in einer Studie als die Gemeinde mit der geringsten Anfälligkeit und der besten Lebensqualität in der Region Valparaíso bezeichnet. Hervorgehoben wird Bildung, Arbeit, Sicherheit, Demografie, Gesundheit, Wohnen und die Umweltkomponente.
Im Jahr 2018 betrug die Zahl der in La Cruz registrierten Unternehmen 548.

## Bevölkerung
Laut der Volkszählung des Nationalen Statistikinstituts von 2002 hatte La Cruz 12.851 Einwohner (6348 Männer und 6503 Frauen). Davon lebten 10.611 (82,6 %) in städtischen Gebieten und 2240 (17,4 %) in ländlichen Gebieten. Die Bevölkerung wuchs zwischen den Volkszählungen 1992 und 2002 um 19,3 % (2080 Personen). Im Jahr 2017 zählte man 22.098 Personen.

## Persönlichkeiten
- Jorge Pérez (* 1965), Fußballspieler